# Arzberg
Arzberg je město v zemském okrese Wunsiedel im Fichtelberge v Horních Frankách ve spolkové zemi Bavorsko v Německu. Leží 13 kilometrů západně od Chebu a 10 kilometrů severovýchodně od Markredwitz. Město má 5127 obyvatel. Rozloha města je 43,22 km2 a nadmořská výška je 481 m n. m.

## Geografie
Obec se nachází v zemském okrese Wünsiedel im Fichtelgebirge. Město se nachází několik kilometrů od hranic s Českou republikou, konkrétně s Karlovarským krajem.

## Historie

### Středověk[2]
První zmínka o obci pochází z roku 1268. První zmínka o Arzbergu jako o městě pochází z roku 1408 z dopisu Johanessovi, norimberskému purkrabímu, od obyvatel Arzbergu. V 17. století bylo ve městě založeno několik mlýnů, které patřily rodu Arzbergrů. Tyto mlýny sloužily při těžbě železné rudy v okolí obce Flitterbachtal. Železná ruda, která zde byla vytěžená, byla využívána při výrobě hlavní zbraní a děl.
V roce 1561 byl dokončen zámek Röthenbach. Na jeho místě dříve stála samostatná panská čtvrť, která byla z většiny zbourána kvůli výstavbě zámku Röthenbach.
V 17. století také vzniklo hlavní městské náměstí Maxplatz.

### Novověk
Roku 1887 byla založena porcelánka Arzberg.

## Památky[3]

### Městské opevnění
Součástí historického opevnění města je i nejstarší stavba ve městě - Prašná věž. Založena byla kolem roku 1400. Materiálem použitým na stavbu věže je vápenec. Věž byla poškozena během třicetileté války.

### Farní kostel
Výstavba kostela probíhala mezi lety 1874 a 1875. Kostel je postaven v neogotickém stylu. V kostele se nachází dřevěná figura Marie s dítětem, která byla vytvořena v 15. století.

### Dům Alexandra von Humboldta
Dům byl postaven mezi lety 1792 a 1798. Alexander von Humboldt ve městě pracoval jako odborník na těžbu.

### Zámek Röthenbach
Stavba probíhala v letech 1559 - 1561. Zámek byl pečlivě rekonstruován v letech 1981 - 1984. Zámek je dnes ve vlastnictví rodiny von Waldenfelů.

## Galerie

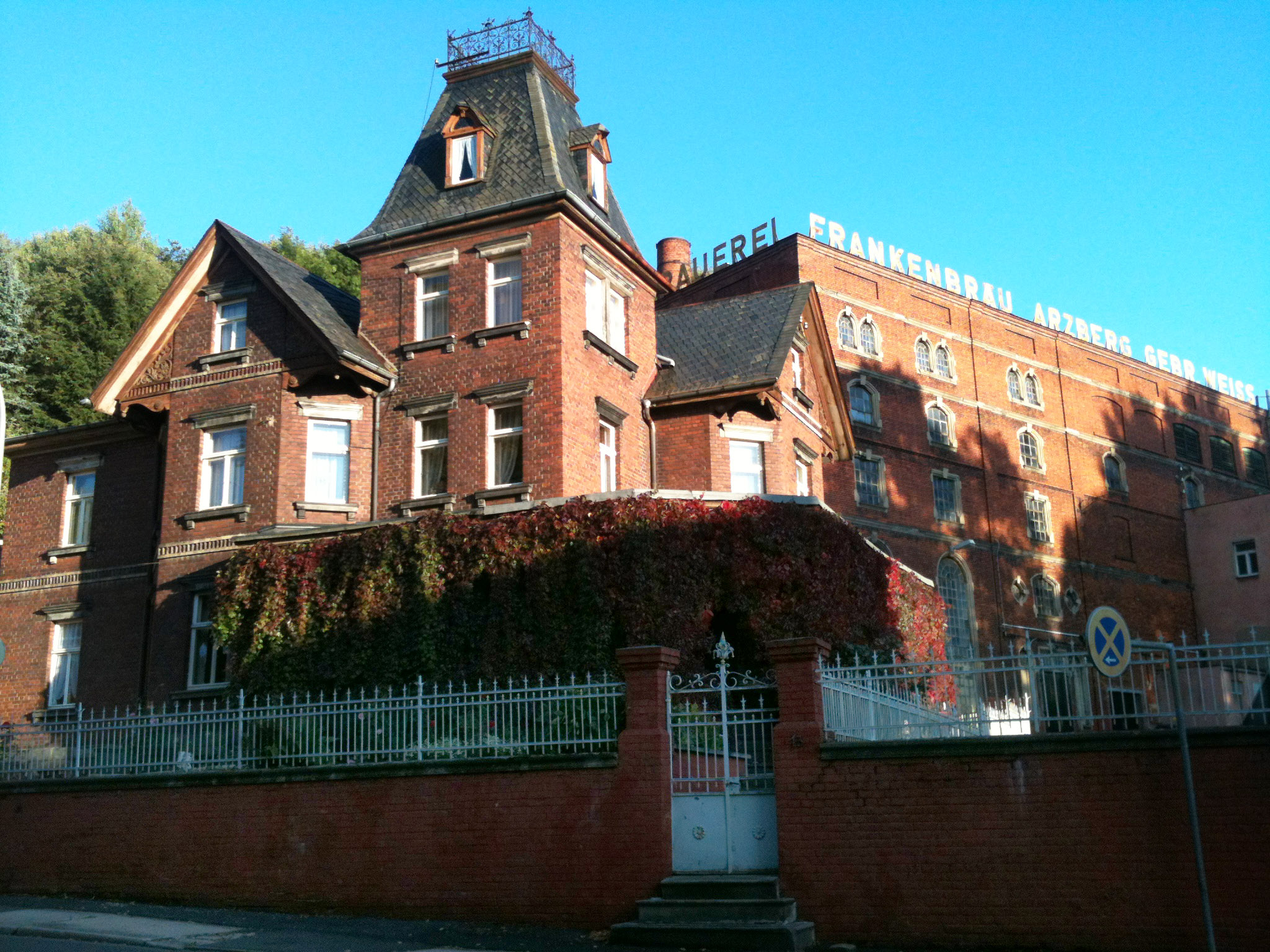
Městský pivovar
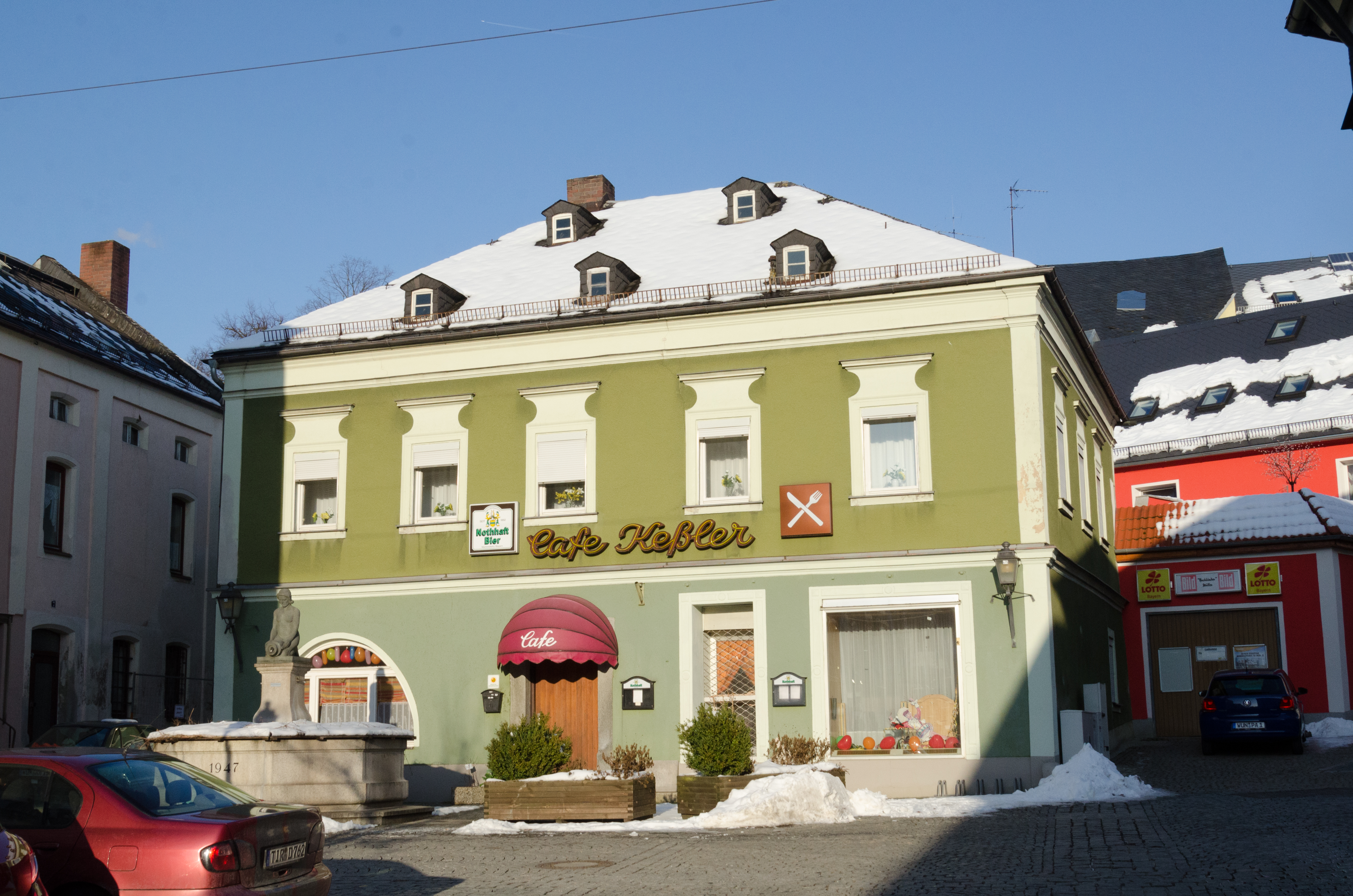
Hlavní náměstí
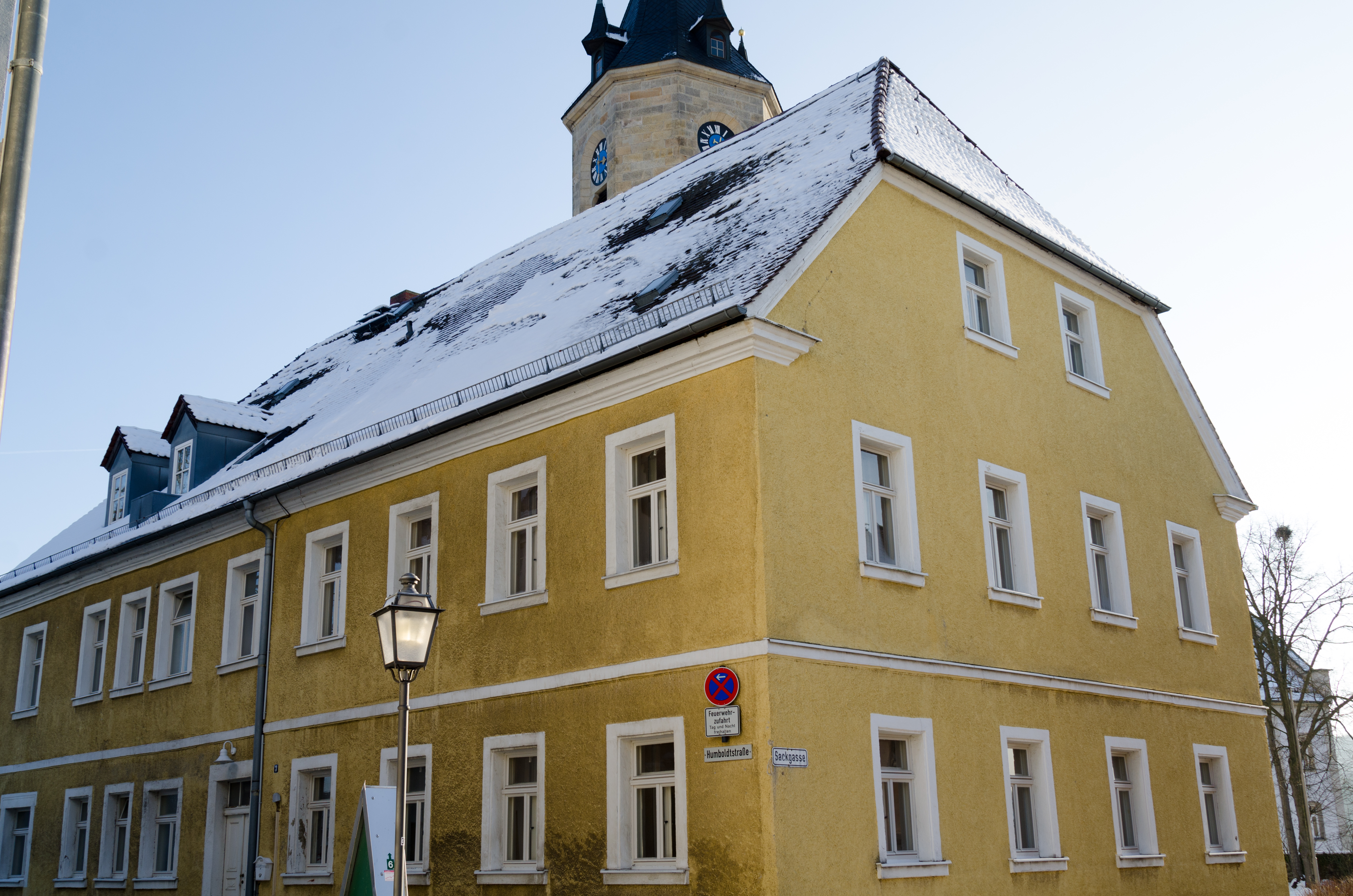
Budova staré školy
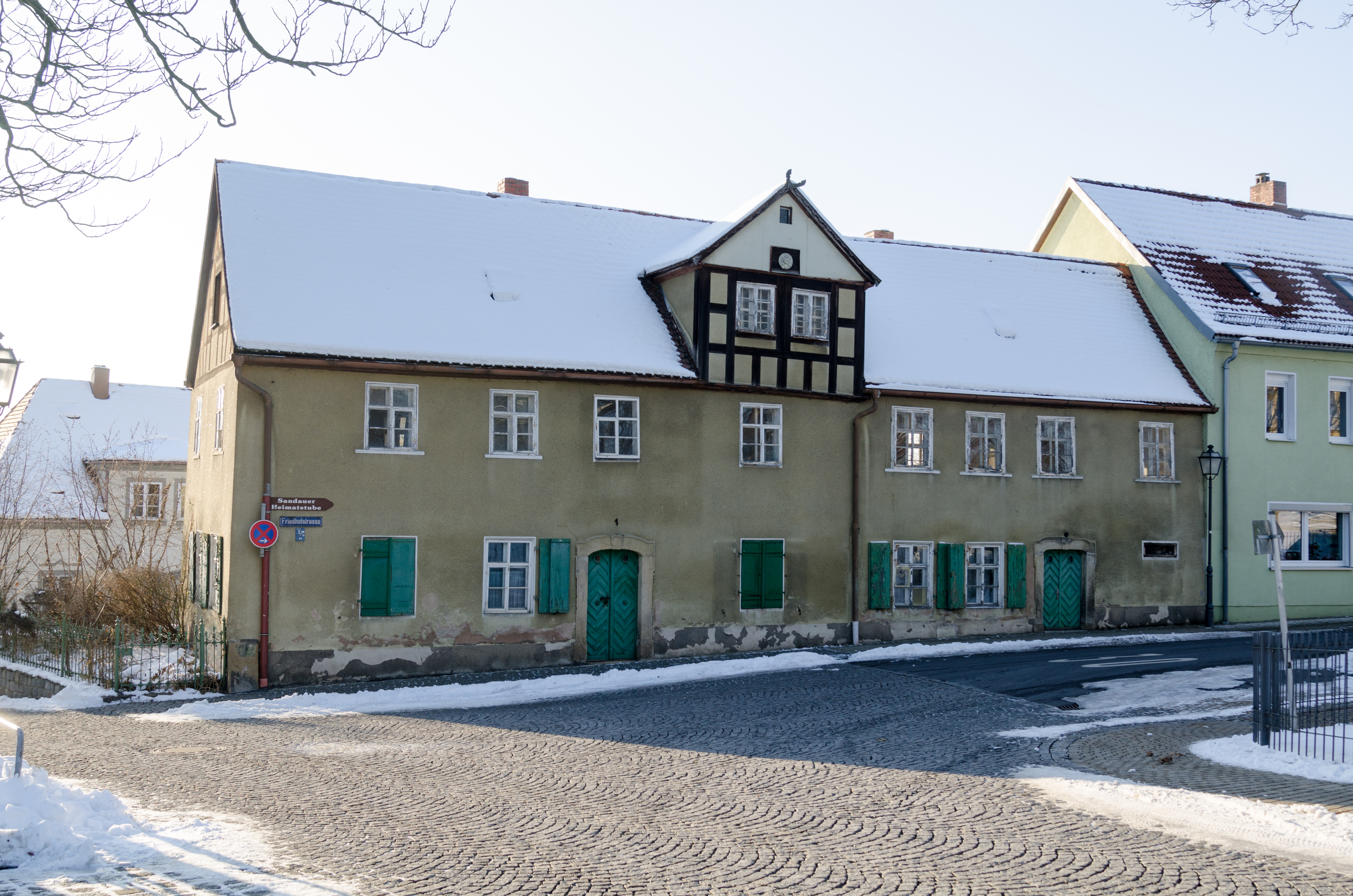
Centrum města
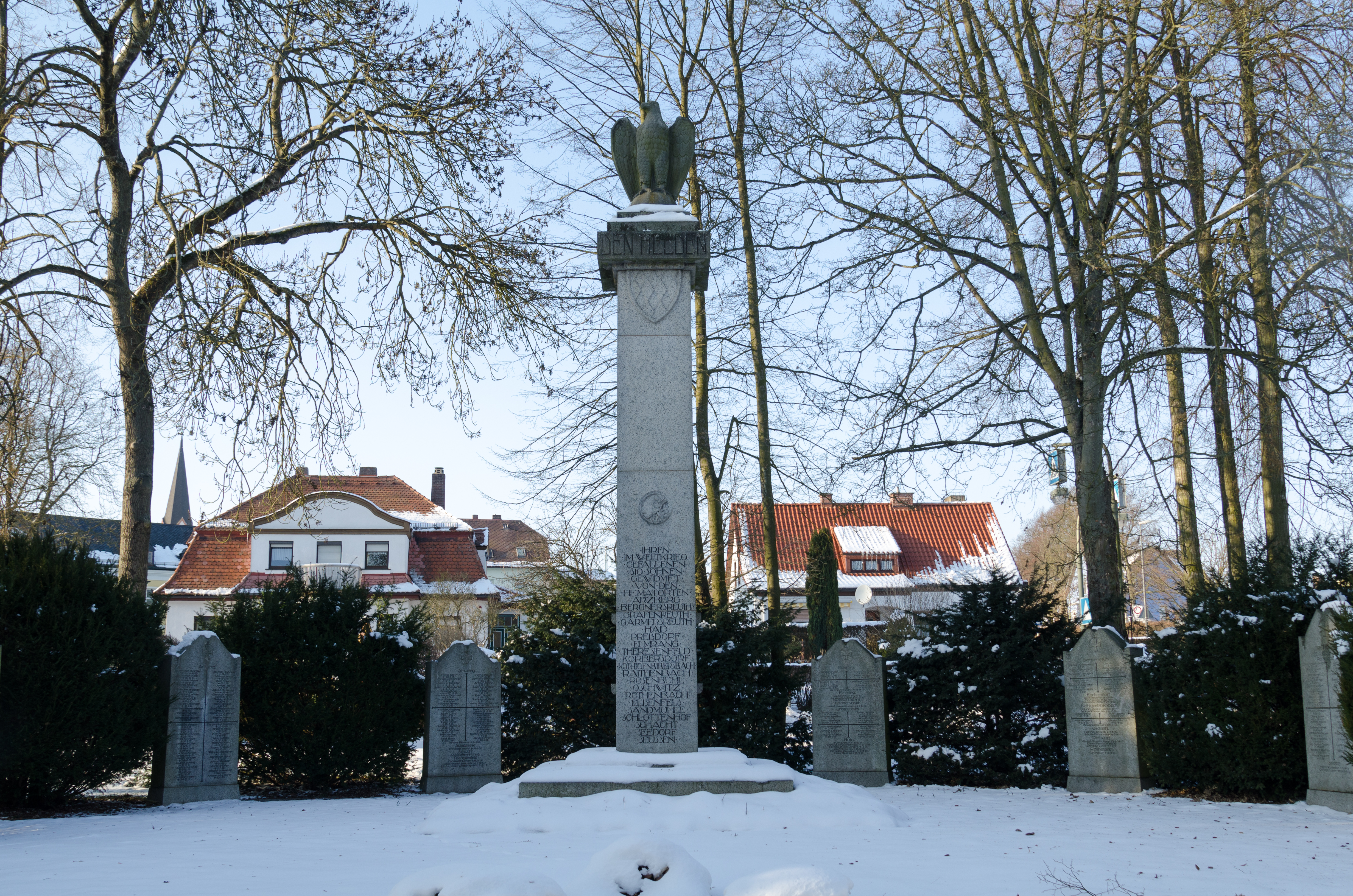
Válečný pomník ma Egerstraße
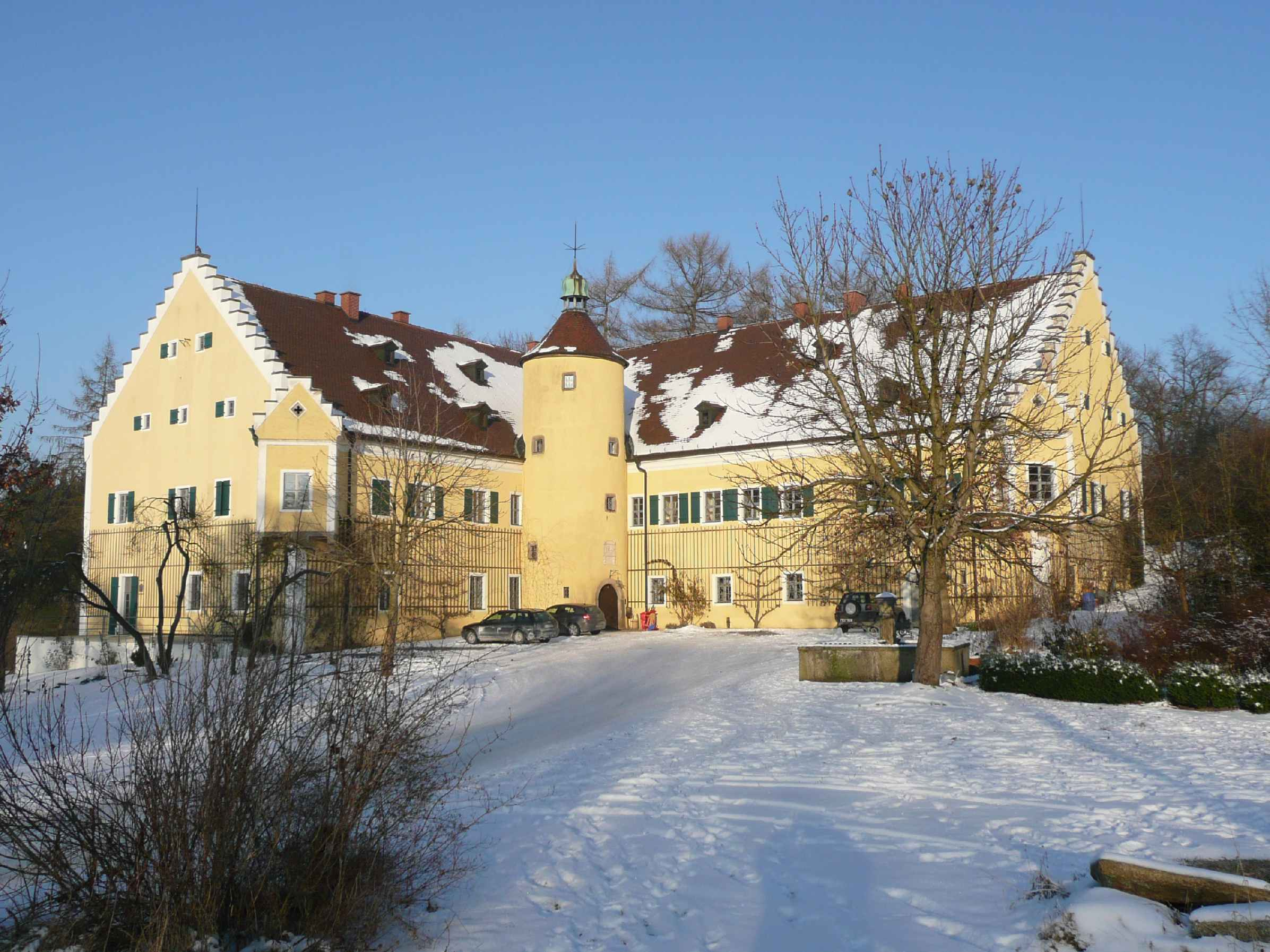
Zámek Röthenbach
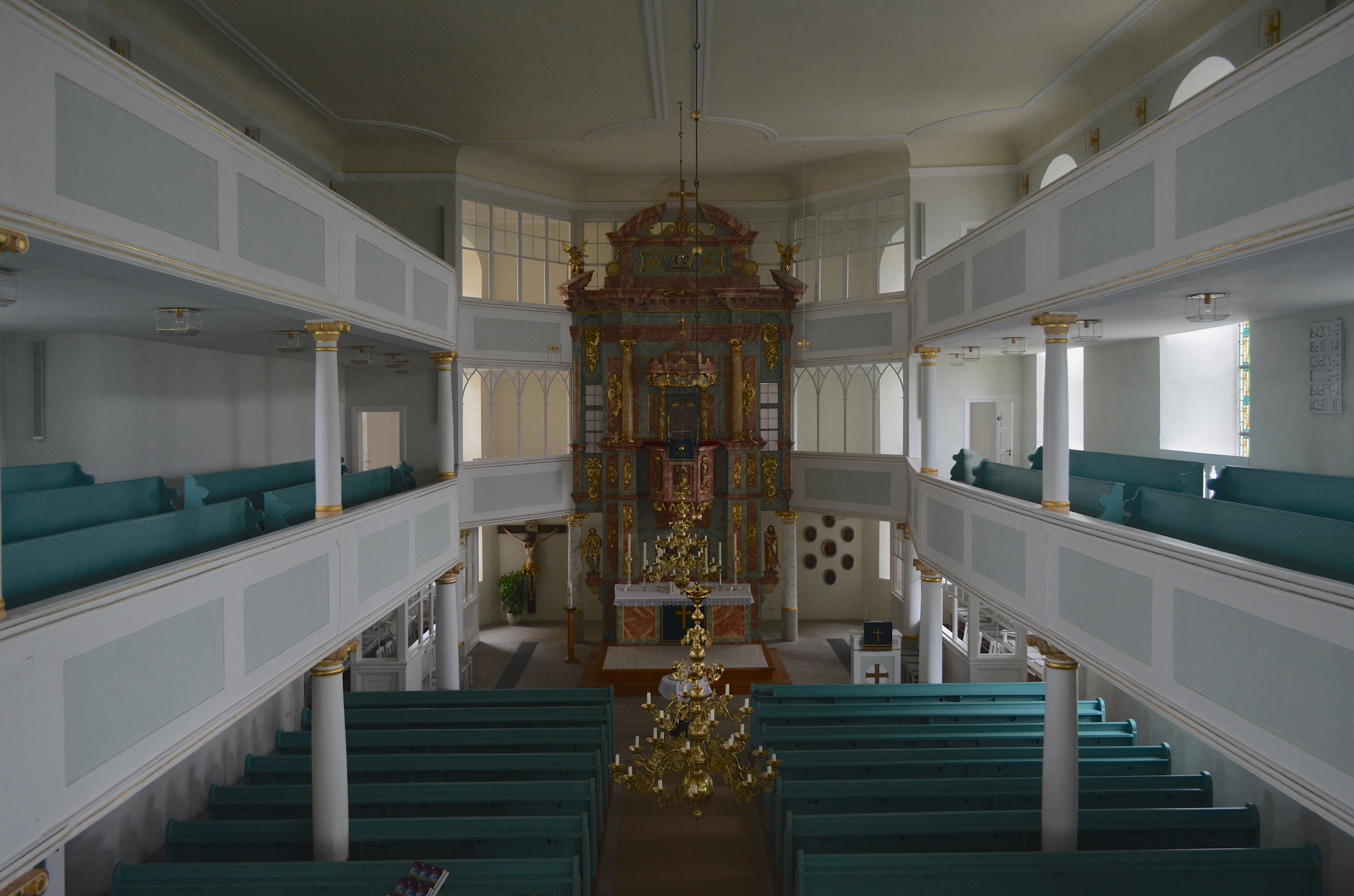
Interiér farního kostela
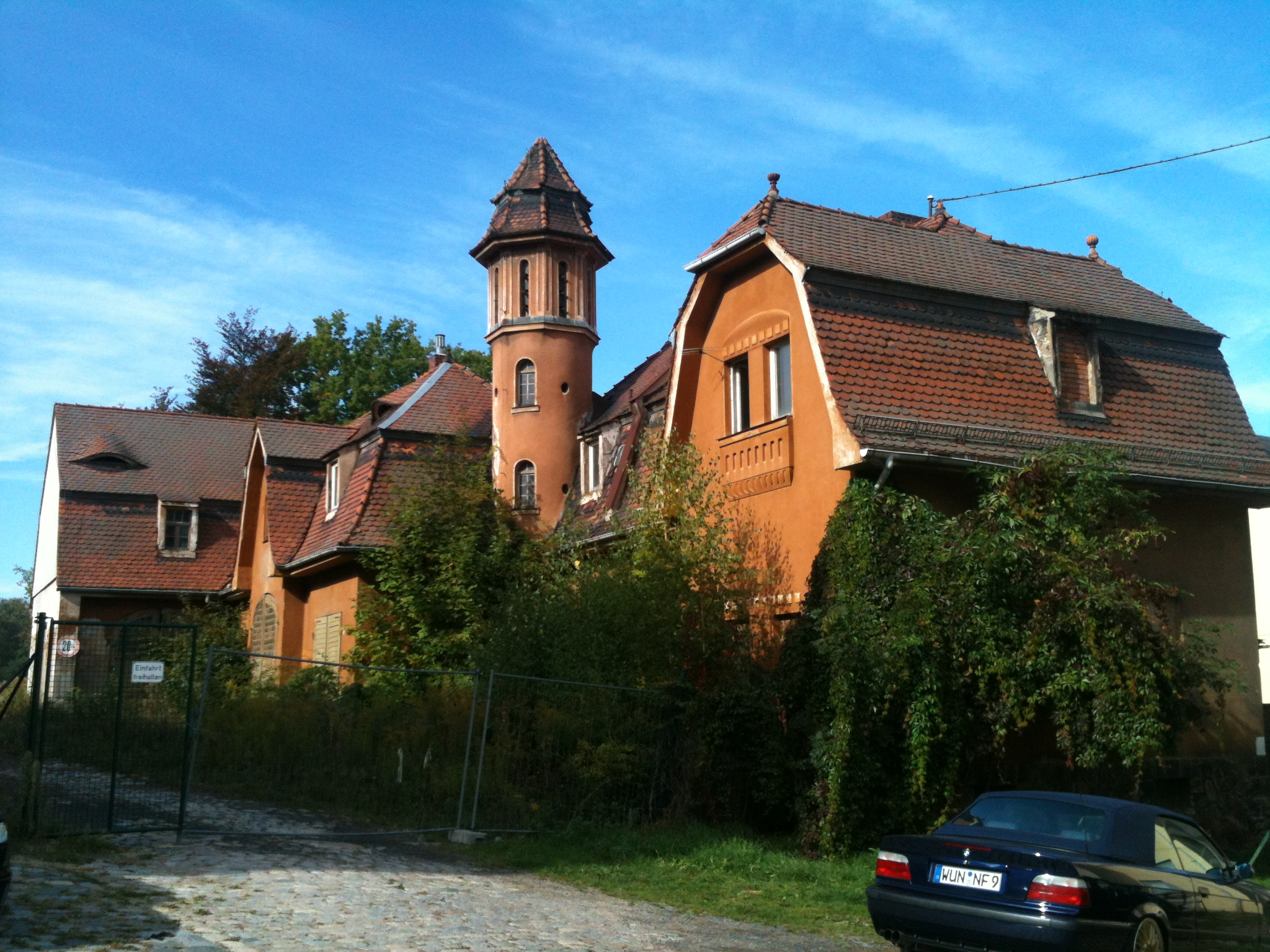
Dům s historickým holubníkem
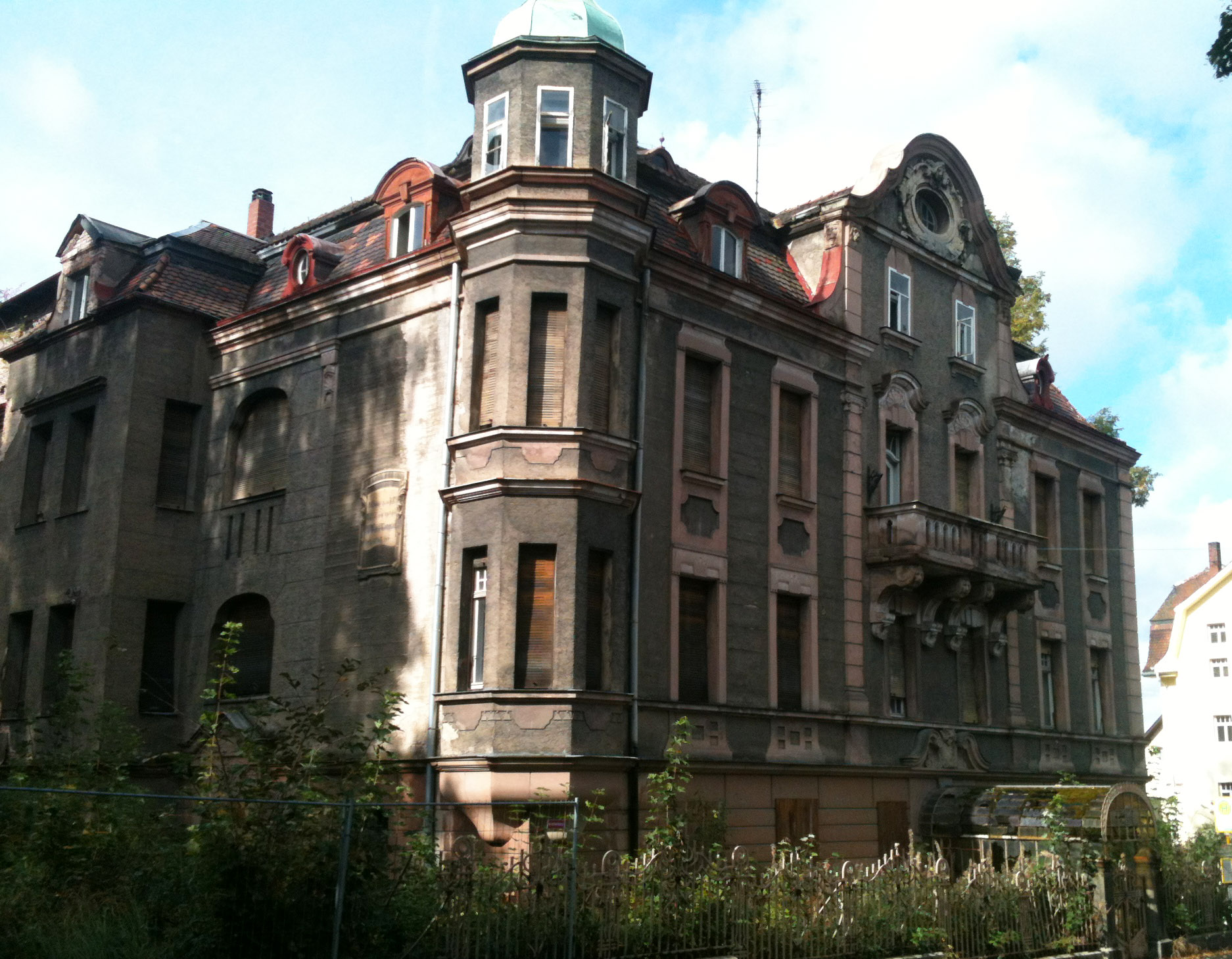
Schaumannova vila